# 刺賀信雄
刺賀 信雄（さすが のぶお、1921年4月3日 - 2008年4月22日）は、日本の経営者。日本板硝子社長を務めた。

## 来歴・人物
東京都出身。1944年に神戸商業大学を卒業し、1948年に日本板硝子に入社。1971年5月に取締役に就任し、1976年6月に常務、1980年6月に専務を経て、1982年6月には社長に就任。1988年6月に会長に就任し、1994年6月には相談役に就任。
1991年4月に勲三等旭日中綬章を受章。
2008年4月22日に老衰のために死去。87歳没。